# Kronans glada gossar
Kronans glada gossar är en svensk komedifilm från 1952 i regi av Rune Redig. Filmen är en så kallad klippfilm, det vill säga den består av material ihopklippt från andra filmer.
Filmen hade premiär den 14 januari 1952 på biograferna Lyran och Flamman i Stockholm. Filmens musik var gjord av Sune Waldimir och produktions- samt distributionsbolag var AB Wivefilm.

## Handling
Handlingen kretsar kring Pelle Frisk och dennes förehavanden vid tjänstgöring i den svenska krigsmakten.

## Rollista
- Elof Ahrle – Pelle Frisk
- Adolf Jahr – korpral Berg
- Nils Poppe – Blåjackan
- Annalisa Ericson – Blåjackans danspartner
- Sickan Carlsson – Gertrud
- Allan Bohlin – löjtnant Tjäder
- Thor Modéen – grosshandlare P
- Elsa Carlsson – fru P
- Katie Rolfsen – hembiträde 1
- Elsa Jahr – hembiträde 2
- Emy Hagman – hembiträde 3
- Greta Ericson – hembiträde 4
- Carl Hagman – Petrus Ramlösa
- Nils Jacobsson – advokaten
- Artur Cederborgh – Fritiof Blomberg
- Weyler Hildebrand	– sergeant Göransson
- Sigge Fürst
- Nils Ericson
- Douglas Håge
- Gustaf Lövås
- Carin Swensson
- Cécile Ossbahr
- Åke Grönberg

### Fotnoter
1. 1 2 3  ”Kronans glada gossar”. Svensk Filmdatabas. http://www.sfi.se/sv/svensk-filmdatabas/Item/?itemid=4348&type=MOVIE&iv=Basic&ref=/templates/SwedishFilmSearchResult.aspx?id%3d1225%26epslanguage%3dsv%26searchword%3dKronans+glada+gossar%26type%3dMovieTitle%26match%3dBegin%26page%3d1%26prom%3dFalse. Läst 7 februari 2013.